# Petar Đurković
| Asteroidi scoperti: 2 | Asteroidi scoperti: 2 |
| --------------------- | --------------------- |
| 1605 Milankovitch     | 13 aprile 1936        |
| 1700 Zvezdara         | 26 agosto 1940        |

Petar Đurković (Петар Ђурковић?) (Donja Trnova, 1908 – Belgrado, 1981) è stato un astronomo serbo.
Conosciuto per la scoperta di due asteroidi, uno dei due prende il nome dallo scienziato serbo Milutin Milanković, l'altro da Zvezdara, la collina a Belgrado dove è situato l'Osservatorio Astronomico di Belgrado.